# Heteronyx liliputanus
Heteronyx liliputanus är en skalbaggsart som beskrevs av Blackburn 1890. Heteronyx liliputanus ingår i släktet Heteronyx och familjen Melolonthidae. Inga underarter finns listade i Catalogue of Life.